# Kelsey Mann
Kelsey Mann (Burnsville, Minnesota, 16 de noviembre de 1974) es un director de cine y artista de guiones gráficos estadounidense. Es conocido por dirigir la película animada de Pixar Inside Out 2. 

## Primeros años y educación
Mann se graduó de Burnsville High School en 1993. Asistió a la Northern Michigan University, donde obtuvo una licenciatura en Bellas Artes en ilustración en 1998.  

## Carrera
Mann comenzó su carrera en Cartoon Network, donde trabajó como artista de guiones gráficos en Duck Dodgers, Megas XLR, My Gym Partner's a Monkey, Foster's Home for Imaginary Friends y Star Wars: The Clone Wars, antes de unirse a Pixar en 2009,  donde comenzó como supervisor de historia para Monsters University, The Good Dinosaur (también coescribió la historia de la película) y Onward .   Hizo su debut como director con el cortometraje Party Central, que también escribió, que se desarrolla poco después de Monsters University . 
En septiembre de 2022, durante el anuncio de la D23 Expo, se anunció que Mann dirigiría el largometraje Inside Out 2, que sirve como secuela de la película de 2015 Inside Out, reemplazando a Pete Docter, quien en cambio es el productor ejecutivo de la película, cinta que se estrenó el 14 de junio de 2024.   

## Filmografía

### Películas
| Año  | Película            | Director | Guionista                  | Otro                           | Notas                  |
| ---- | ------------------- | -------- | -------------------------- | ------------------------------ | ---------------------- |
| 2013 | Monsters University |          |                            | Sí                             | Supervisor de historia |
| 2015 | The Good Dinosaur   | Sí       |                            |                                |                        |
| 2020 | Onward              |          | Sí                         | Material adicional de historia |                        |
| 2020 | Soul                | Sí       | Agradecimientos especiales |                                |                        |
| 2021 | Luca                | Sí       | Equipo creativo sénior     |                                |                        |
| 2022 | Turning Red         | Sí       | Equipo creativo sénior     |                                |                        |
| 2022 | Lightyear           | Sí       | Equipo creativo sénior     |                                |                        |
| 2023 | Elemental           | Sí       | Equipo creativo sénior     |                                |                        |
| 2024 | Inside Out 2        | Sí       | Equipo creativo sénior     | Sí                             | Sí                     |
| 2025 | Elio                |          | Equipo creativo sénior     |                                | Sí                     |

### Cortometrajes
| Año  | Película         | Director | Guionista                  | Otro | Notas                            |
| ---- | ---------------- | -------- | -------------------------- | ---- | -------------------------------- |
| 2013 | Party Central    | Sí       | Sí                         | Sí   | Voces adicionales                |
| 2019 | Purl             |          |                            | Sí   | Voz de los compañeros de oficina |
| 2020 | Lamp Life        | Sí       | Agradecimientos especiales |      |                                  |
| 2022 | Cars on the Road | Sí       | Equipo creativo sénior     |      |                                  |

### Nominaciones
| Año  | Premio                | Categoría         | Nominado     | Resultado | Ref    |
| ---- | --------------------- | ----------------- | ------------ | --------- | ------ |
| 2024 | Premios Astra de cine | Mejor Ópera Prima | Inside Out 2 | Nominado  | [ 11 ] |